# Maureen Silos
Maureen Jeanette Silos is een Surinaams socioloog. Ze is directeur van het Caribbean Institute.

## Biografie
Maureen Silos studeerde eind jaren 1970, begin jaren 1980 sociologie aan de Erasmus Universiteit in Rotterdam en rondde deze af met een mastergraad. In 1997 behaalde ze haar doctoraat aan de Universiteit van Californië in Los Angeles, met het proefschrift Economics Education and the Politics of Knowledge in the Caribbean. In 2005 richtte ze het Caribbean Institute (for Environmental Communication and Sustainable Development / Human Rights) op dat ze sindsdien leidt. Rond 2002 was ze directeur van de stichting Moiwana '86.
In Rotterdam was ze actief voor het Opo Hoso, een opvanghuis voor drugsverslaafden uit Suriname en de Molukken. Een boek dat ze in de jaren 1980 las dat veel invloed op haar had, was Slavery and social death: A comparative study van Orlando Patterson. "Na dit boek was ik klaar met slavernij, omdat ik de complexiteit en de effecten eindelijk goed begreep. Ik ben ook gaan beseffen welke de uitdagingen zijn waar nazaten van slaven voor staan en heb sindsdien geprobeerd, in ieder geval in mezelf, iets te doen aan de destructieve effecten die generaties lang door kunnen gaan," zei ze nog dertig jaar later. In 1993 publiceerde ze haar boek Onderontwikkeling is een keuze.
Ze publiceert artikelen in diverse Surinaamse media, waaronder een artikelreeks in 2020 in de Parbode om "een bijdrage te leveren aan discussies en acties om te voorkomen dat we voor de vierde keer sinds de Onafhankelijkheid gestort worden in economische chaos en ellende". Sinds 2021 publiceerde ze een serie onder de titel Waarom blijven we arm voor het Women's Rights Centre Suriname, die ook in De Ware Tijd werd afgedrukt. Het is de werktitel van een boek waaraan ze werkt. Daarnaast geeft ze lezingen en neemt ze deel aan panels, zowel in Suriname als erbuiten. Ook doceert ze aan de Anton de Kom Universiteit van Suriname.
De keuze van het volk voor Desi Bouterse, die hem tien jaar lang het presidentschap opleverde, kwam volgens haar omdat hij naast een charismatisch leider een oase van angstloosheid zou zijn. "Ik weet niet of hij van binnen werkelijk geen angst voelt, maar de manier waarop hij zich opstelt en gedraagt ... In een samenleving die aan elkaar hangt van bewuste en onbewuste angsten ... Hij belichaamt iets wat we met z'n allen toch willen ervaren." De politiek in Suriname kenschetst ze niet als een parlementaire democratie maar als een commandodemocratie waarin paternalisme inclusief de bijbehorende persoonsverheerlijking waarneembaar is.